# Oració jueva

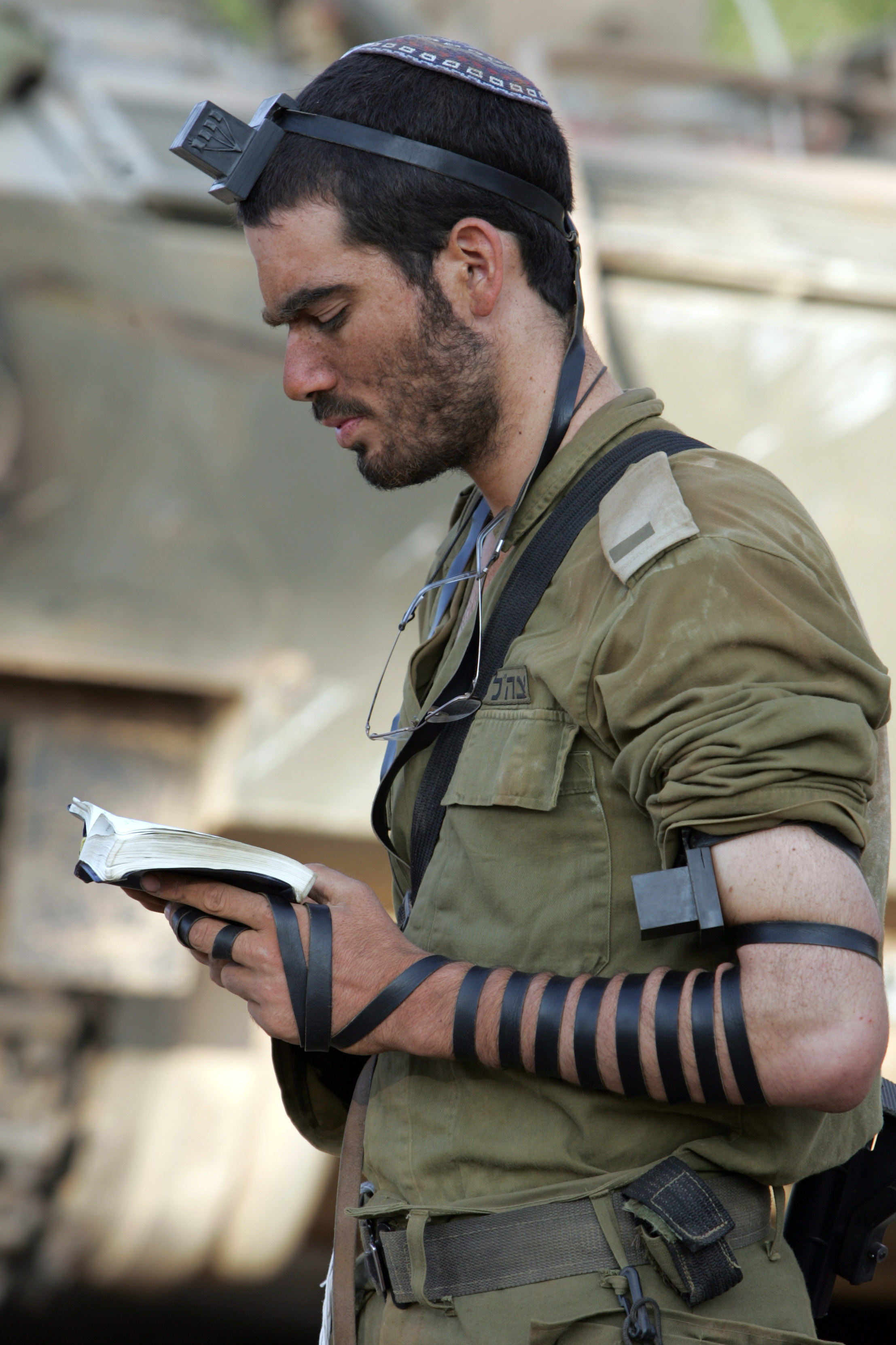
El tinent Asael Lubotzky, soldat de les FDI, orant amb els tefil·lín durant la Guerra del Líban (2006)

L'oració jueva (en hebreu: תְּפִלָּה, tefilà; plural: תְּפִלּוֹת, tefillos o tefillót; en yidis: תּפֿלה tfíle, plural תּפֿלות tfílles) són el recitat d'oracions que formen part de l'observança del judaisme. Aquestes oracions, moltes vegades amb instruccions i comentaris, es troban al Sidur, el llibre tradicional d'oracions judaiques.
Tradicionalment, són recitats diàriament tres grups d'oracions:
- Shacharit (שַחֲרִת), de l'hebreu shachar (שַחָר) «llum del matí»;
- Mincha (מִנְחָה), les oracions de la tarda designades per a l'ofrena de farina que acompanyava els sacrificis en el Temple de Jerusalem;
- Arvit (עַרְבִית) o Maariv (מַעֲרִיב), la «posta».

També existeixen algunes oracions addicionals:
- Musaf (מוּסָף, "addicional") són recitades per les congregacions ortodoxes i conservadores en Sàbat, durant les principals festivitats jueves (inclòs el Chol HaMoed) i en el Roix Hodeix.
- Un cinquè exercici d'oració, Neilà (נְעִילָה, «tancament»), és recitat solament durant el Yom Kippur, el dia del Perdó.